# Clusia amazonica
Clusia amazonica  es una especie de planta con flor en la familia de las clusiáceas. Está estrechamente relacionada con Clusia penduliflora de la cual se distingue, tentativamente, por tener las inflorescencias más abiertas y las flores con menos estambres. El hábito escandente es raro en el género.

## Descripción
Son epífitas, típicamente escandentes, las ramas largas, péndulas, con ramitas laterales decusadas, ramitas y pedúnculos con epidermis rojiza exfoliante, el látex claro. Las hojas elípticas, de 14–19 cm de largo y 6–8 cm de ancho, el ápice agudo a acuminado, con la base aguda, nervios laterales 3 o 4 por cm; los pecíolos de 1–3 cm de largo. Las inflorescencias son péndulas, abiertamente ramificadas, de 8 cm de largo; con yemas de 5 mm de largo; pétalos cremas; estambres 25–30, casi sésiles; ovario rodeado por 4 o 5 estaminodios con aspecto de estambres, estigmas 5, más o menos sésiles. El fruto es ovoide, de 2.5–3 cm de largo y  2 cm de ancho, verde a verde rojizo.

## Distribución y hábitat
Conocida en Nicaragua por una colección (Moreno 27239), se encuentra en los bosques muy húmedos ribereños, Río San Juan; a una altitud de 120 metros; fructifica en febrero; desde Nicaragua a Panamá y noroeste de Sudamérica en Bolivia, Ecuador, Guyana y Brasil.

## Taxonomía
Clusia amazonica fue descrita por Planch. & Triana y publicado en Annales des Sciences Naturelles; Botanique, série 4 13: 358. 1860.
Etimología
Clusia: nombre genérico otorgado en honor del botánico Carolus Clusius.
amazonica: epíteto geográfico que alude a su localización en la Cuenca del Amazonas.
Sinonimia]]
- Clusia oedematopoidea Maguire[2]